# Magia cerimoniale
Con magia cerimoniale  (a volte anche chiamata alta magia o magia salomonica) si intende quella branca della magia solitamente caratterizzata da una varietà di lunghi, elaborati e complessi rituali, accompagnati da una miriade di accessori ed appunto cerimonie.

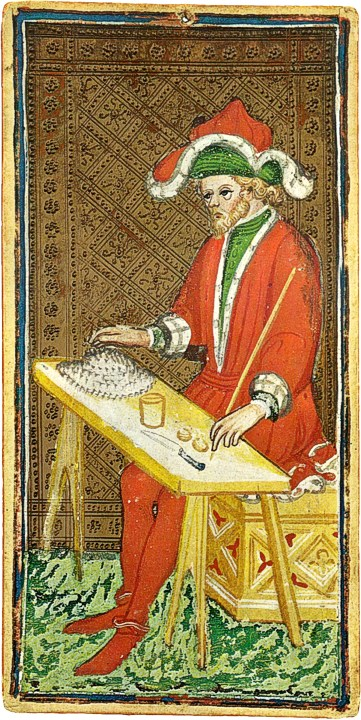
Il Mago, illustrazione dalla prima carta degli arcani maggiori dei Tarocchi, del mazzo Visconti-Sforza.

Venne resa popolare a cavallo tra '800 e '900 dalla Golden Dawn («Ordine Ermetico dell'Alba Dorata») e praticata in seguito in numerose scuole come la Cabala Ermetica, la magia Enochiana, Thelema, e più in generale dai praticanti di magia che fanno ausilio di un grimorio.

## Storia
L'origine della magia cerimoniale è molto discussa ed incerta, poiché venne praticata sin nelle civiltà più antiche, mentre nella tarda antichità molti seguaci del neoplatonismo e dell'ermetismo possono essere fatti rientrare in questo filone. Per ciò che riguarda l'Occidente europeo di sicuro si può far risalire la riscoperta della magia cerimoniale al tardo Medioevo e poi soprattutto al Rinascimento. Molti antichi grimori come il Picatrix (di origine spagnola) sono stati infatti ritrovati, e la loro datazione viene fatta risalire dagli studiosi almeno al XIII o XIV secolo.
In Italia durante il Rinascimento Marsilio Ficino, con la sua traduzione dal greco di molti testi ermetici, diede un nuovo grande impulso a questa branca magica, la quale venne sviluppata e praticata soprattutto all'interno della corte medicea ed ebbe esponenti di primo rilievo come il celebre filosofo Giovanni Pico della Mirandola, che propose una fusione di elementi cristiani, cabalistici ed ermetici.
Il tedesco Cornelio Agrippa fu un altro celebre mago del Rinascimento ed il suo testo De occulta philosophia viene considerato la base di tutti gli sviluppi successivi. Un altro celeberrimo esponente, sempre nel Rinascimento, ma in Inghilterra, fu John Dee i cui studi portarono alla fondazione della Magia Enochiana, che può essere considerata una sottobranca di quella cerimoniale.

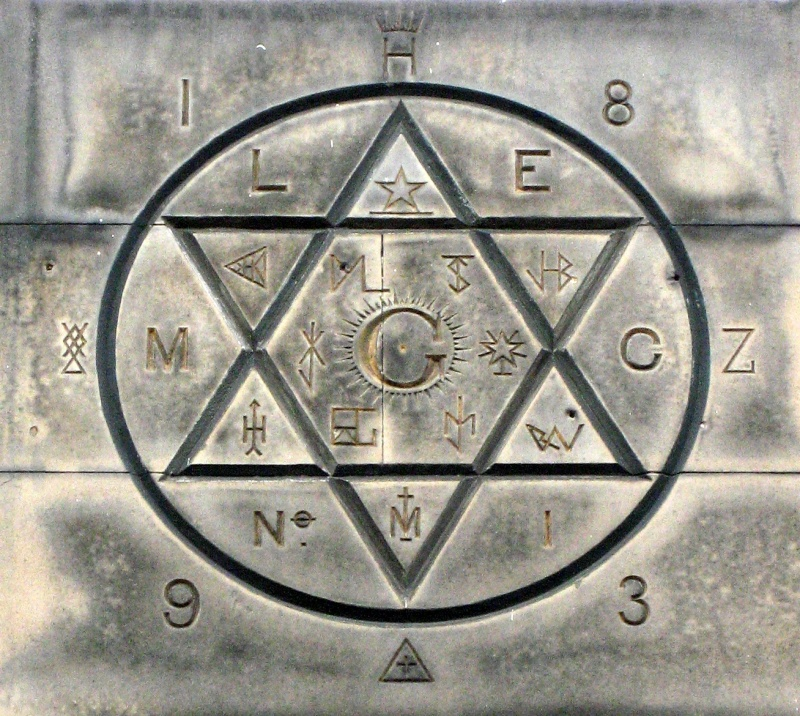
Un sigillo di Salomone, ricorrente nelle cerimonie magiche.

Dopo un periodo di declino nei secoli XVII e XVIII, la Magia cerimoniale ricominciò a fiorire nel XIX secolo a partire dalla pubblicazione del Magus di Francis Barrett agli inizi dell'800. A metà del secolo il maggiore esponente fu senza dubbio il francese Eliphas Lévi, la cui pubblicazione di Dogme et rituel de la Haute Magie nel 1855 diventò il punto di riferimento principale per tutti i successivi studiosi di esoterismo, non soltanto in Francia.
Ma fu di nuovo l'Inghilterra a ridare slancio a questo tipo di magia. Fu infatti la fondazione, da parte di Samuel Liddell MacGregor Mathers e di altri esponenti, del celebre «Hermetic Order of the Golden Dawn» («Ordine Ermetico dell'Alba Dorata») a dare inizio ad un grande revival che influenzò per parecchi decenni diversi settori sociali britannici.
L'ultimo grande esponente di questa branca della magia può essere considerato Aleister Crowley, che riassunse e rielaborò tutto il materiale precedente, ed il cui Thelema può essere considerata l'ultima scuola di magia cerimoniale ad essere stata fondata. Una piccola parte di ritualistica cerimoniale è stata infine ereditata dalla religione Wicca, rifondata da Gerald Gardner negli anni '40 del XX secolo, il quale prese spunto sia dai lavori di Crowley, che da quelli degli esponenti della Golden Dawn o di altri precedenti gruppi esoterici.

## Caratteristiche
In genere essa viene contrapposta ad altre forme di magia, come quella della magia popolare, detta a volte spregiativamente «bassa magia», oppure contrapposta alla Goetia laddove l'«Alta magia» cerimoniale venga utilizzata al solo scopo di evocare entità angeliche o benevole.